# فمینیسم مارکسیستی
فمینیسم مارکسیستی یکی از گرایش‌های فمینیسم است.
فمینیست‌های مارکسیست مارکسیسم را بسط دادند و با استفاده از آن توصیف تبیینی برای فرودستی و بهره‌کشی از زنان در جامعه‌های سرمایه‌داری ارائه کردند. به گفتهٔ فمنیست‌های مارکسیست، آزادی زنان تنها با ازبین بردن نظام‌های سرمایه‌داری که در آن‌ها ادعا می‌کنند بخش عمده‌ای از کار زنان بی‌ارزش است، امکان‌پذیر است. فمنیست‌های مارکسیست تحلیل سنتی مارکسیستی را با به‌کارگیری آن در کار خانگی بدون مزد و روابط جنسی گسترش می‌دهند.
آنان باورمندند تبعیض جنسی را نمی‌توان فقط با نظریه تبعیض طبقاتی توضیح داد ولی باز از دیگر گرایش‌های فمینیستی (مانند فمینیسم رادیکال و فمینیسم سوسیالیستی) همچنان بالاترین اهمیت را به مبارزه طبقاتی می‌دهند.
نخستین کتاب فمینیسم مارکسیستی توسط فلورا تریستان به نگارش درآمده است. فلورا تریستان در سال ۱۸۴۳، رساله‌ای با عنوان «اتحادیه کارگران» به چاپ رسانده بود– سال‌ها پیش از «مانیفست کمونیست» کارل مارکس و فریدریش انگلس– و در آن به ضرورت تشکیل انترناسیونال کارگران که همهٔ کارگران جهان را متحد کند اشاره کرده بود. در یکی از فصل‌های این کتاب او به حقوق زنان و ماهیت روابط بین زن با مرد در خانواده‌های طبقه کارگر پرداخته‌است. کتاب «منشأ خانواده، مالکیت خصوصی و دولت» اثر انگلس یکی از کتاب‌های فمینیسم مارکسیستی است که بسیاری از داده‌های انسان‌شناسانه آن بر اساس نظریات لویس مورگان است. افرادی همچون اگوست ببل، کلارا زتکین، الکساندرا کولنتای، اولین رید و لیز واگل، از چهره‌های برجسته فمینیسم مارکسیستی هستند.

## نگارخانه

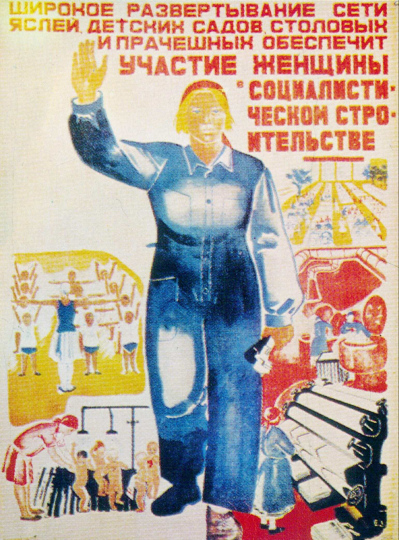
یک پوسترِ مارکسیستی

## پیشینه
از ۲۰۰ سال گذشته، همواره تلاش‌هایی برای حفاظت و حمایت از حقوق زنان در سراسر جهان از طریق جنبش‌های مختلف صورت گرفته‌است. این جنبش‌ها از سال ۱۷۸۹ آغاز شدند. زمانی که جنبش سافراگت برای مبارزه برای حق رأی زنان معرفی شد؛ از آن پس جنبش‌های فمینیستی تنها برای الهام بخشیدن به جنبش‌های فمینیستی کنونی، اهمیت و رسمیت بیشتری یافته‌اند. از ابتدای قرن بیستم با صنعتی‌شدن سریع، نیاز بیشتری به محافظت از کارگران به ویژه زنان در برابر هر نوع استثمار یا تبعیض در محیط کار به وجود آمد. درنتیجه، در این مدت، بسیاری از متفکران یا اصلاح‌طلبان نظریه‌های خود را در مورد حقوق زنان در زمینه‌های مختلف نظام‌های اقتصادی متفاوت مطرح کردند. فمینیسم اصطلاحی است که در سال‌های اخیر به‌طور گسترده مورد استفاده قرار می‌گیرد و تعریف آن در طول سال‌ها به‌طور مداوم تغییر کرده‌است تا نیازهای متغیر جامعه را تأمین کند. این قانون اساساً به هر جنبش یا مجموعهٔ مشخصی از جنبش‌ها برای حفاظت و حمایت از حقوق مختلف اجتماعی، سیاسی، اقتصادی یا فرهنگی زنان و فراهم کردن فرصت‌های برابر برای پیشرفت آن‌ها اشاره دارد. هدف نظریه‌های فمینیستی مارکسیست، سوسیالیست و حتی کاپیتالیست رسیدن به یک نتیجه یکسان اما دنبال کردن مسیرهای مختلف است. در حالی که فمینیسم مارکسیستی قصد دارد با جلوگیری از تحت فشار قرار گرفتن زنان از طریق برخی خواسته‌های آرمانی رادیکال، زنان را آزاد کند؛ فمینیسم سوسیالیستی با حذف پدرسالاری در جامعه بر آزادسازی زنان تمرکز کرد. از سوی دیگر نظریه فمینیستی سرمایه‌داری تمرکز خود را بر آزادی اقتصادی زنان را قرار داد. نظریه فمینیستی مارکسیستی بر این موضوع متمرکز بود که زنان تحت استثمار نظام سرمایه‌داری، با میزان کاری که باید انجام می‌دادند، قرار می‌گرفتند. آن‌ها مجبور شدند برای مدت طولانی‌تری در صنایع کار کنند و دست مزد بسیار پایینی در مقایسه با مردان دریافت می‌کردند. حتی شرایط کاری برای آن‌ها بسیار ملال‌آور بود. ایدهٔ اصلی آن این بود که زنان تنها با حذف نظام سرمایه‌داری که در آن به زنان حقوق کافی برای کار داده نمی‌شد، می‌توانستند آزاد شوند.

## تئوری‌های فمینیسم مارکسیستی
_حقوق برابر
نظریه کارل مارکس بر ارائه دستمزد برابر برای هر دو جنس زن و مرد به ازای مقدار کاری که انجام می‌دادند، متمرکز بود. هیچ تبعیض جنسیتی از نظر پرداخت دستمزد وجود نخواهد داشت. در چندین کتاب معرفی شده در دهه ۱۹۷۰، زنان به عنوان ارتش ذخیرهٔ کار معرفی شدند که با این حال بارها شناخته نشده بودند. در نتیجه دستمزد، معادل تلاش‌های افراد به آن‌ها داده نشد. از این رو، آن‌ها نیز باید محافظت کافی برای کار خود داشته باشند.
_کار باروری
مارکس و فردریش انگلس تحت این نظریه همچنین بر کار باروری بدون مزد که زنان در آن نقش داشتند، تمرکز کردند. زنان نقش بسیار مهمی در بچه‌آوری یا تولید مثل داشتند که به پیشبرد نسل‌های آینده کمک می‌کرد، اما در ازای آن دستمزدی دریافت نمی‌کردند. آن‌ها همچنین فرصت برابر برای انجام کار مولد را نداشتند. مارکس که به شدت از سرمایه‌داری انتقاد می‌کرد، همچنین معتقد بود که سرمایه‌داری مسئول کنترل دولت بر تمایلات جنسی زنان یا حتی تمامیت بدنی آن‌ها است.
_دستمزد اجتماعی
دستمزد اجتماعی اساساً به امکاناتی است که برای افراد جامعه فراهم می‌شود. در آن زمان، تعداد زیادی از زنان در سراسر جهان بی‌زمین بودند و اجازهٔ هیچ‌گونه مشارکت اجتماعی را نداشتند. از این رو تمرکز فمینیست‌های مارکسیست معطوف کردن توجه به زنان روستایی بود که علی‌رغم کار بر روی زمین‌ها، به دلیل سلطه مردان و محو کردن کارهایی که در مزارع خانوادگی برای تولید خود یا خودارضایی انجام می‌دادند، زمین نداشتند. این به‌طور کلی دو نتیجه داشت:
الف) اولاً، کار زنان در مزارع امرار معاش در حیطه کاری مشابه کار تولیدمثلی قرار می‌گیرد، زیرا به آنها دستمزدی برای کاری که در قطعه زمین خود انجام می‌دهند پرداخت نمی‌شود.
ب) ثانیاً خانوار روستایی اکنون به عنوان یک واحد اقتصادی در نظر گرفته شده و در نهایت منجر به محو ارزش و زحمت زنان روستایی شده‌است.
_دستمزد برای کارهای خانگی
همان‌طور که قبلاً گفته شد، زنان به اشتغال مولد در صنایع تشویق نمی‌شدند و تا حد زیادی تحت کار خانه بودند. از این رو تحت فمینیسم مارکسیستی، تقاضا برای گنجاندن کارخانگی و همچنین تعیین دستمزد وجود داشت. علاوه بر این، این عقیده نیز وجود داشت که مالکیت خصوصی دلیل اصلی چنین استثماری از زنان است و نیاز مبرمی برای بهبود شرایط کار آن‌ها وجود دارد، چه خانه و چه محل کارشان.
_متقاطع بودن
سازماندهی متقابل (ارتباط بین بخش‌های مختلف جامعه بر اساس جنسیت، کاست یا نژاد) زنان از کاست، جوامع یا مناطق مختلف، ویژگی بسیار مهم فمینیسم مارکسیستی است. اساساً به این معنی است که باید ائتلاف گسترده‌ای براساس اختلاف بین مردم وجود داشته باشد. در نتیجه، تعامل بین افراد با هویت‌های مختلف و جوامع دارای جنبه‌های متفاوت را در نتیجه ظلم مستمر آن‌ها تسهیل می‌کند. چنین سازماندهی متقاطع مردمی که بر سرکوب‌های اخیر تمرکز دارد، نقشی حیاتی در پیشبرد جنبش‌های اجتماعی با جنبش‌های کارگری و تسهیل افزایش همکاری بین کارگران کشاورزی و کارگران صنعتی داشته‌است.
_کار عاطفی
تحت تئوری مارکسیستی فمینیستی، بر کار عاطفی زنان نیز تأکید شد. این به کاری اشاره دارد که زنان برای حفظ ثبات عاطفی اعضای خانواده خود باید در آن شرکت کنند. اگرچه مستقیماً هیچ محصول یا خدماتی را ایجاد نمی‌کردند که از همه اَشکال کار انتظار می‌رود، اما اطمینان از رفاه کل خانواده به همان اندازه مهم بود. حتی در زمینه اشتغال نیز بر کار عاطفی زنان برای برآورده ساختن شرایط شغلی تأکید می‌شد که در گذشته مورد توجه قرار نمی‌گرفت.
_زایمان عاطفی
زنان همچنین درگیر نوعی کار بودند که ماهیت فرعی داشت، یعنی دو هدف را برآورده می‌کرد. این به عنوان کار عاطفی شناخته می‌شد و توسط محققان خاصی مانند مایکل هارد، آنتونیو نگری و شیلو ویتنی مورد بحث قرار گرفت. اینها همه متفکرانی بودند که به فمینیسم مارکسیستی معتقد بودند و بر خط باریکی که بین زندگی شخصی و اقتصادی زنان وجود داشت تمرکز داشتند. در حالی که زنان در کار خانگی مشارکت داشتند، کار آنها نیز با گنجاندن آن در تولید کلی، از نظر اقتصادی قدردانی می‌شد.
اینها برخی از ویژگی‌های مهم تئوری فمینیسم مارکسیستی بود که هدف آن رهایی زنان از چنگال سرمایه‌داری و تأمین حقوق و کرامتی است که شایسته آن‌هاست.

## ارتش ذخیرهٔ کار
مارکس استدلال می‌کند که سرمایه‌داری در نهایت به یک «ارتش ذخیره کار» نیاز دارد (Das Kapital، ۱۸۶۷). مارکس این اصطلاح را به‌کار برد تا توصیف کند که چگونه می‌توان افراد بیکار یا کم‌کار در جمعیت را به عنوان نیروی کار ایستاده و مایل به کار در مشاغل کم درآمد و موقت استفاده کرد. فمینیست‌های مارکسیست معتقدند که این نیروی کار اضطراری متشکل از زنانی است که می‌توانند (حداقل به‌طور موقت) از خانه بیرون شوند تا کار کم درآمد را بر عهده بگیرند. همان‌طور که هالی لوئیس توضیح می‌دهد: «این نیروی کار می‌تواند به عنوان یک نیروی کار قابل مصظرف و انعطاف‌پذیر برای زمانی که افزایش تولید و کمبود کارگر وجود دارد استفاده شود. همچنین از آن‌جا که به عنوان یک اقدام انضباطی علیه کارگران شاغل در حال حاضر استفاده می‌شود، یادآوری می‌کند که اگر کارفرمایان خود را بیش از حد اذیت کنند، می‌توان آنها را جایگزین کرد. (۲۰۱۶)
می‌توانیم ببینیم که در طول هر دو جنگ جهانی چنین بوده‌است. از زنان انتظار می‌رفت که در غیاب مردان وظایف مردان را انجام دهند (و انجام دادند).
با این حال، هنگامی که زنان به دنیای کار اعزام می‌شوند، حقوق کمتری دریافت می‌کنند و موقعیت‌های آنها متزلزل‌تر است. فمینیست‌های مارکسیست دلایل متعددی را برای پرداخت نابرابر زنان شاغل می‌بینند. در درجه اول، نیروی کار زنان (اصطلاحی که از مارکس به عاریت گرفته شده‌است، به معنای توانایی مبادله نیروی کار انسانی با پول) به دلیل عوامل مرتبط با نقش آن‌ها در خانواده کمتر از مردان است. به عنوان مثال مرخصی زایمان ممکن است زنان را با آموزش و تجربه کمتری مواجه کند. ورونیکا بیچی در مقاله خود، «چند نکته در مورد کار مزدی زنان در تولیدات سرمایه‌داری» (۱۹۷۷) اشاره می‌کند که: «در درون پدرسالاری سرمایه‌داری، جایگاه ویژه زنان در خانواده فرزندآوری است و دستمزد شوهرش برای هزینه‌های مالی استفاده می‌شود. بیچی می‌نویسد که زنان متأهل «به دلیل وجود خانواده، مجبور نیستند کل هزینه‌های تولید مثل را از دستمزد خود متحمل شوند» (۱۹۷۷). این به این معنی است که انتظار می‌رود شوهر مزد خود را برای تأمین هزینه‌های مالی تولید مثل و حفظ خانواده استفاده کند؛ بنابراین، زنان متأهل، از آنجایی که از نظر تئوری می‌توانند با دستمزد شوهرشان زندگی کنند، ذخیره ایده‌آلی دارند و به همین دلیل، می‌توانند دستمزد کمتری دریافت کنند.
به عبارت دیگر، دستمزد زنان تابع حقوق شوهرشان است. اما زنان مجرد یا مجرد چطور؟ همان‌طور که بیچی می‌نویسد:
«این تمایل به پرداخت دستمزدهای کمتر از ارزش نیروی کار به زنان است که مسبب مصیبت زنان مجرد طبقه کارگر، بیوه‌ها و خانواده‌های تک والد - سوزن‌زنان و مغازه‌داران فقیر قرن نوزدهم شده‌است. که از میان آنها بعضی مجبور به تن‌فروشی شدند. نکته این است که حتی در جایی که زنان، شوهر - یا پدری - ندارند که از آنها حمایت کند، در ایدئولوژی مردسالارانه موقعیت اجتماعی آن‌ها بر اساس خانواده به عنوان یک ساختار مردسالار تعریف می‌شود. (۱۹۷۷)
این به نکته قبلی فمینیست‌های مارکسیست لزبین برمی‌گردد که استدلال می‌کردند که فرض بر این است که آنها باید وظایف خانه (علاوه بر کار موقت و با دستمزد کم) را حتی زمانی که در روابط دگرجنس‌گرایانه نیستند نیز بر عهده بگیرند.
مزیت دیگر داشتن این ذخیره زن برای سرمایه‌داری این است که بین زن و مرد اختلاف ایجاد می‌کند. ورود به نیروی کار زنان متأهل معمولاً با مقاومت کارگران مرد سفیدپوست مواجه می‌شود. این مقاومت دو جانبه است: نگرانی زنان که پویایی جنسیتی در خانه را به چالش می‌کشند، و نگرانی از دست دادن کار توسط مردان، زیرا زنان منابع ارزان‌تری برای کار هستند.
همان‌طور که لوئیز سی جانستون می‌نویسد:
«این ارزانی و جهت‌گیری خانوادگی کارگران زن متأهل است که آنها را به شکلی خاص در ساختار طبقاتی قرار می‌دهد، زیرا به آنها اجازه می‌دهد تا به زیرگروهی از ارتش ذخیره کار و طبقه کارگر تبدیل شوند. («فمینیسم‌های سوسیالیستی» در دانش فمینیستی، ۲۰۱۳)
با ایجاد قانون برابری (۲۰۱۰)، اکنون تبعیض براساس جنسیت غیرقانونی است. طبق قانون، حقوق زنان و مردان باید برای یک وظیفه یکسان باشد. زنان در قرن بیست و یکم نیز بخش بزرگی از نیروی کار را به خود اختصاص داده‌اند؛ بنابراین، فمینیسم مارکسیستی چگونه این تغییرات را در دنیای مدرن توضیح می‌دهد؟ بسیاری از منتقدان پیشنهاد می‌کنند که اشکال ظریف‌تر نابرابری نفوذ ایدئولوژی مردسالارانه را نشان می‌دهد. فمینیست‌های مارکسیست اذعان می‌کنند که ارتش ذخیره کار در دنیای مدرن غرب، متفاوت از دهه ۱۹۴۰ به نظر می‌رسد، با زنانی که موقتاً برای ایفای نقش‌هایی که قبلاً توسط مردانی که دور از جنگ بودند، وارد شدند. با این حال، استدلال می‌شود که ارتش ذخیره کار هنوز هم وجود دارد، هرچند به شکلی اصلاح‌شده. به جای انگیزه‌های شغلی بزرگ در زمان بحران، ارتش ذخیره اکنون بیشتر به کار موقت کم دستمزد اشاره می‌کند، نوع کاری که بیشتر توسط زنان انجام می‌شود. همان‌طور که جکی وست برجسته می‌کند: «زنان مجبور نیستند در دوره‌های بیکاری عمومی بالا از بازار کار ناپدید شوند تا بخشی از ارتش ذخیره را تشکیل دهند - تا زمانی که بدانیم بسیاری از بیکاری واقعی زنان پنهان است. با این حال، اگر ارتش ذخیره به این شکل درک شود، زنان همیشه بخش مهمی از آن بوده‌اند. آنچه تا حد زیادی اتفاق افتاده این است که تغییر نسبی نیروی کار زنان از مشاغل گاه به گاه یا نیمه وقت در صنعت و در حاشیه آن رخ داده‌است. ("زنان، جنسیت و طبقه" در فمینیسم و ماتریالیسم، ۲۰۱۳)
اشتغال گاه‌به‌گاه یا پاره‌وقت اغلب به فرزندآوری مرتبط است زیرا زنان اغلب به دلیل مرخصی زایمان نیاز به استراحت طولانی مدت از کار دارند. این بدان معنی است که آنها می‌توانند در مورد ترفیعات در مضیقه باشند و ممکن است آموزش را از دست داده باشند. پیتر کاستر تشخیص می‌دهد که این دلیل اصلی است که زنان میانسال به عنوان در دسترس‌ترین نیروی کار دولت ژاپن در نظر گرفته می‌شوند (انباشت سرمایه و کار زنان در اقتصادهای آسیایی، ۲۰۱۲).
علاوه بر این، زنان دارای فرزند از طریق انتظارات ایدئولوژیک، اگر نگوییم محدودیت‌های عملی، در وضعیت نامناسبی قرار می‌گیرند. همان‌طور که ایملدا ویلهان استدلال می‌کند: «تقسیم کار جنسی در سطح ایدئولوژیک به مؤثرترین شکل ممکن تداوم می‌یابد، زیرا زنان ظاهراً می‌توانند انتخاب کنند تا در یک شغل تمام وقت شرکت کنند. اما بر خلاف تجربه کاری مردانه، انتخاب‌های زنان اغلب باید حداقل از طریق شناخت تعهدات «طبیعی» آن‌ها در قبال خانواده‌شان مشخص شود. (۱۹۹۵)
به این ترتیب، حتی زمانی که زنان دارای فرزند، کار را انتخاب می‌کنند، ممکن است همچنان احساس کنند که وظیفه دارند اکثر وظایف خانه را انجام دهند.
در قرن بیست‌ویکم، انتظار کمتری وجود دارد که زنان برای تشکیل خانواده از کار صرف نظر کنند. با این حال، همان‌طور که منتقدان ذکر شده نشان دادند، زنان هنوز از بسیاری جهات، با انجام کارهای موقت، ناپایدار و کم دستمزد، ارتش ذخیره‌ای از کار را تشکیل می‌دهند. کندرا استراوس و جودی فاج توضیح می‌دهند که چگونه این مشاغل پرمخاطره عمدتاً توسط «زنان، رنگین پوستان و اقلیت‌های قومی و دیگرانی که با هویت مرد نان‌آور/کارگر (سفیدپوست) مطابقت نداشتند، انجام می‌شود» (کار موقت، آژانس‌ها و کار غیرآزاد، ۲۰۱۳). آنها همچنین خاطرنشان می‌کنند که زنان در این نوع مشاغل حضور بیش از حد دارند، حتی زمانی که تجربه و تحصیلات مشابهی با همتایان مرد خود دارند. آن‌ها استدلال می‌کنند که این به این دلیل است که زنان اکثر وظایف خانه و مراقبت از کودکان را به عهده گرفتند. فرستادن زنان به نقش‌های کم‌درآمد و موقت نشان می‌دهد که آنها هنوز به عنوان نیروی کار جایگزینی در نظر گرفته می‌شوند که طبق ایدئولوژی سرمایه‌داری، عمدتاً به قلمرو خانگی تعلق دارند.

## فلسفهٔ فمینیسم مارکسیستی
فلسفه فمینیسم مارکسیستی این است که نباید مالکیت خصوصی وجود داشته باشد زیرا باعث تبعیض بیشتر علیه زنان و کاهش نقش آنها در جامعه می‌شود. با زن و مرد باید در جامعه به یک اندازه رفتار شود و برای تحقق این امر نیاز به انقلاب بود. در آن مقطع زمانی، نقش‌های جنسیتی وجود داشت که هم به مردان و هم به زنان اختصاص داده می‌شد. در حالی که مردان بیرون کار می‌کردند، زنان در خانه کار می‌کردند و فرزندان خود را بزرگ می‌کردند که برای آنها دستمزدی در نظر گرفته نمی‌شد. در نتیجه، مردان برتر در نظر گرفته می‌شدند و قدرت توزیع مجدد درآمد را بین اعضای خانواده داشتند. این آشکارا نادیده گرفتن کار یک زن در خانه‌اش بود و همچنین منجر به تمایز بین بورژوازی (مرد) و پرولتاریا (زنان) شد. این مفهومی بود که نظریه مارکسیستی بر آن بنا شد. هدف آن تأکید بر به رسمیت شناختن زنان و کمک‌هایی بود که آن‌ها در جامعه انجام می‌دادند.
از طریق تمرکز بر جمعی‌سازی منابع تنها با حداقل مالکیت خصوصی، برابری بین مردان و زنان برقرار می‌شود و بدین ترتیب هدف فمینیسم محقق می‌شود. در آن دوران، این مفهوم از فمینیسم در نقض آشکار هنجارهای موجود در جامعه سرمایه‌داری بود. از این‌رو، این نظریه مبتنی بر فلسفهٔ انتقادی حقوق است که در آن اشکال سنتی قوانینی که در آن مقطع زمانی دنبال می‌شد، برای ایجاد تغییر در نظم اجتماعی به چالش کشیده می‌شود. تقسیم کار مبتنی بر جنسیت ارتدوکس همراه با سیستم طبقاتی که در نهایت بر ایجاد جامعه‌ای بی‌طبقه تأکید داشت، به چالش کشیده شد. علیرغم ذکر مکرر مفاهیم پدرسالاری و سرمایه‌داری و مفهوم دومی منجر به اولی، این نظریه نتوانست رابطه پدرسالاری و سرمایه‌داری را که از زمان‌های تاریخی وجود داشته‌است، ایجاد کند. در پاسخ به سؤالات خاصی در مورد سلطه جنسیتی موجود که در نهایت جای خود را به نظریه سلطه ماکس وبر داد، ناکام ماند.
در قانون اساسی هند، این فلسفه تحت قوانین مختلف برای توانمندسازی زنان گنجانده شد. بند ۱ ماده ۱۵ به وضوح هرگونه تبعیض علیه زنان را ممنوع می‌کند. از سوی دیگر، در ماده ۱۶ به تساوی فرصت‌های ارائه شده به زنان در زمینه‌های اشتغال اشاره شده‌است. تمهیدات مختلفی از این قبیل، نظریه مارکسیستی را در هند تقویت کرده و به افزایش جنبش‌های فمینیستی منجر شده‌است. با افزایش موارد آزار و اذیت جنسی زنان، ازدواج‌های اجباری زیر ۱۸سال، مهریه، و حتی قوانین ضعیف رشد، نیاز مبرمی به فمینیسم در هند احساس می‌شود.

## نقد و تحلیل فمینیسم مارکسیستی
یکی از چالش‌های فمینیسم مارکسیستی، ادغام دو مکتب فکری متمایز از قبل است. به‌طور کلی، فمینیسم مردسالاری را ریشه ستم می‌داند، در حالی که مارکسیسم سرمایه‌داری را به عنوان مقصر نهایی معرفی می‌کند. همان‌طور که هارتمن می‌گوید:
«تلاش‌های اخیر برای ادغام مارکسیسم و فمینیسم برای ما فمینیست‌ها رضایت‌بخش نیست، زیرا آنها مبارزه فمینیستی را در مبارزه «بزرگ‌تر» علیه سرمایه قرار می‌دهند. یا ما به ازدواج سالم تری نیاز داریم یا به طلاق.» (۲۰۱۵)
فمینیسم مارکسیستی کوشیده‌است دو جنبش به ظاهر متفاوت را دربرگیرد.
این امر منجر به اتهاماتی شده‌است که محققان در این زمینه می‌توانند در مورد علت، و راه حل، نابرابری جنسیتی تقلیل‌گرا باشند. اگر سرمایه‌داری منشأ سرکوب زنان باشد، منطقی است که برچیدن سرمایه‌داری به برابری جنسیتی واقعی منجر خواهد شد. اگر به کشورهای کمونیستی نگاه کنیم، می‌بینیم که اینطور نیست و جامعه‌ای که گفته می‌شود بی‌طبقه است، هنوز کلیشه‌های جنسیتی و توزیع نابرابر وظایف خانگی را تداوم می‌بخشد. میشل بارت خاطرنشان می‌کند که در اتحاد جماهیر شوروی، کار خانگی «تقریباً منحصراً توسط زن خانه‌دار انجام می‌شود، اغلب در کنار کار مزدی، و بیشتر از کار خانگی در کشورهای سرمایه‌داری وقت‌گیر است» (ظلم امروز زنان، ۲۰۱۴).
این اتهام تقلیل گرایی نیز در رابطه با مفروضات طبیعت گرایانه این نظریه در مورد خانواده هسته‌ای مطرح شده‌است، به ویژه اینکه خانواده هسته‌ای صرفاً مطابق با نیازهای سرمایه‌داری صنعتی توسعه یافته‌است.
علی‌رغم این شکاف‌های مهم، فمینیسم مارکسیستی همچنان می‌تواند چارچوب مفیدی باشد که از طریق آن می‌توان نحوه استثمار زنان توسط سرمایه‌داری را تحلیل کرد. فدریچی بیان می‌کند:
«در میان فمینیست‌ها نیز احیای علاقه به مارکس وجود داشته‌است، تا حدی به دلیل تشدید بحران بازتولید اجتماعی و تا حدی به عنوان واکنشی در برابر روندهای پست مدرن گذشته، که با امتناع آنها از نظریه‌های اجتماعی گسترده و تأکید آنها بر تنوع فرهنگی، باعث شده‌است. توانایی ما به عنوان فمینیست را برای ارائه نقد مناسبات سرمایه‌داری کاهش داد. آنچه بازگشت فمینیستی به مارکس نشان داد این است که روش‌شناسی و نقد او از سرمایه‌داری پایه‌ای ضروری برای تحلیل استثمار زنان در جامعه سرمایه‌داری است. ([۱۹۷۴–۲۰۱۶]، ۲۰۲۰)
اگرچه قطعاً چالش‌هایی در ادغام دو نظریه گسترده وجود دارد، اما ترکیب مارکسیسم و فمینیسم به ما امکان می‌دهد ماهیت پیچیده و فراگیر استثمار جنسیتی را ببینیم. این نظریه همچنین روشی متقاطع را برای درک جنسیت در رابطه با سایر اشکال ستم‌های مبتنی بر هویت دعوت می‌کند؛ بنابراین، فمینیسم مارکسیستی ما را قادر می‌سازد تا ارتباط بین جنسیت، نژاد، طبقه و سرمایه‌داری را چه از نظر تاریخی و چه در دنیای مدرن ما درک کنیم و امکان نظریه‌پردازی آینده ای ضدسرمایه‌داری و ضدجنسیت را فراهم می‌کند.